# Jüdische Gemeinde Thessaloniki
Die jüdische Gemeinde von Thessaloniki (griechisch Ισραηλιτική Κοινότητα Θεσσαλονίκης, Israilitiki Kinotita Thessalonikis) ist eine im Kern sephardische Gemeinde in Thessaloniki. 
Sie hatte vor dem Zweiten Weltkrieg rund 53.000 Mitglieder. 
Nur rund 1950 Juden aus Thessaloniki überlebten den Holocaust in Griechenland und die Vernichtung der jüdischen Gemeinde. Nach dem Krieg hatte die jüdische Gemeinde von Thessaloniki rund 1200 Mitglieder.

## Geschichte

### Frühe Geschichte

Jüdische Emigration nach Thessaloniki

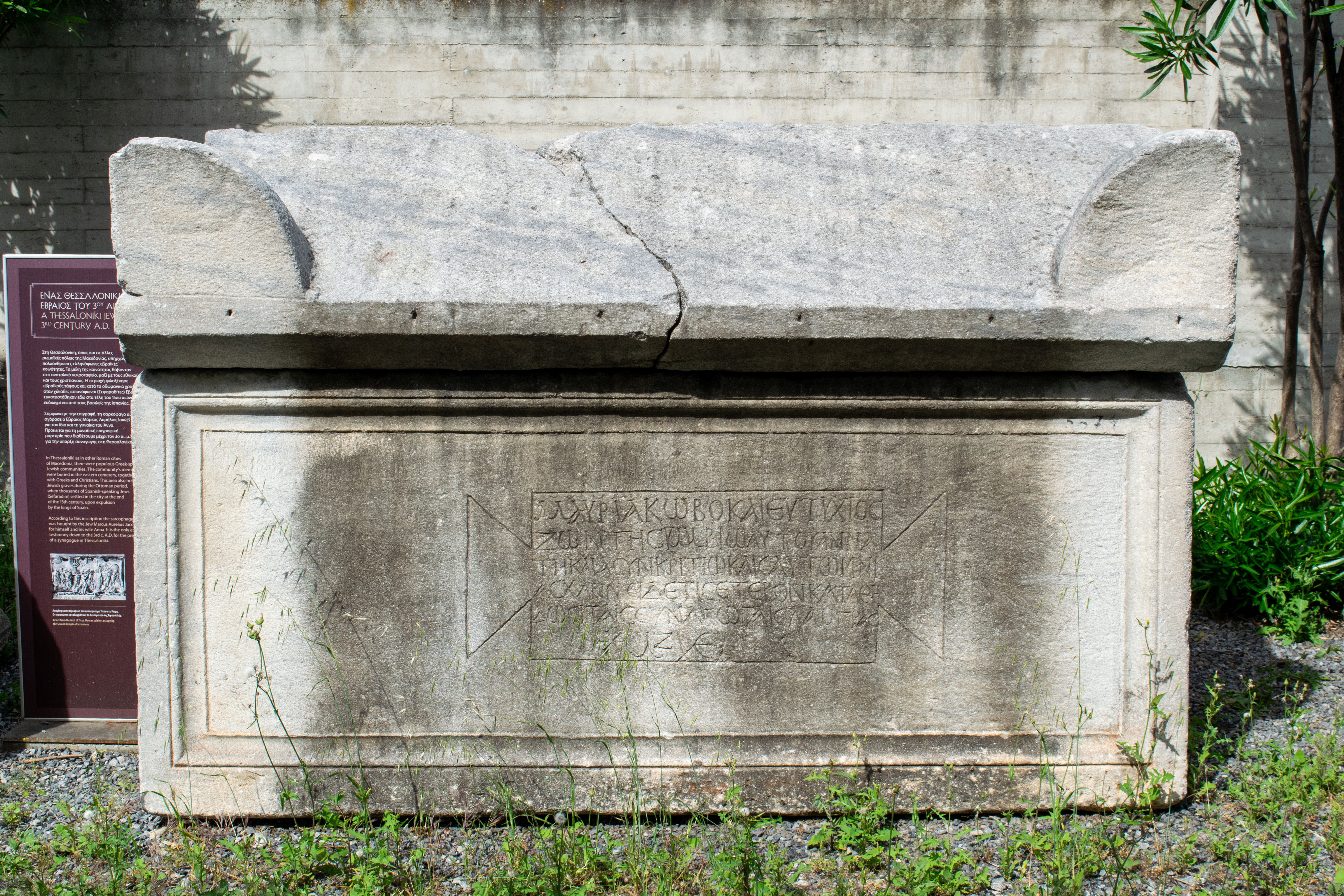
Sarkophag des Juden Marcus Aurelius Jacob und seiner Frau Anna, 3. Jhdt. n. Chr.

Die ersten Juden (Romanioten) sollen um 140 v. Chr. nach Thessaloniki gekommen sein. Die Mitglieder dieser Gemeinde lebten alsbald integriert unter den Griechen. Die älteste Synagoge war jene, in der der Apostel Paulus um 50 n. Chr. auf seiner 2. Missionsreise predigte. Diese Synagoge hatte den Namen Etz Achaim und wurde beim großen Brand von 1917 vollständig zerstört. Das Vorhandensein weiterer Synagogen in Thessaloniki ist spätestens für das 3. Jahrhundert durch die Inschrift auf dem Sarkophag des Marcus Aurelius Jacob und seiner Frau Anna belegt. In dieser wird darauf verwiesen, dass im Fall einer Grabschändung eine Strafzahlung an die Synagogen der Stadt zu leisten wäre.
Über die Geschichte der Gemeinde im byzantinischen Reich ist wenig bekannt. Laut Benjamin von Tudela, der die Stadt 1169 besuchte, lebten damals 500 Juden dort. In der zweiten Hälfte des 14. Jahrhunderts kamen aschkenasische Juden aus Ungarn und sephardische Flüchtlinge von der iberischen Halbinsel und der Provence nach Thessaloniki. Ob die Gemeinde die Eroberung der Stadt durch die Osmanen 1430 überstand ist unklar; wahrscheinlich wurden die Juden nach der Eroberung Konstantinopels 1453 im Rahmen der Bevölkerungspolitik Mehmed II. gezwungen, in die neue Hauptstadt umzusiedeln.

### Im Osmanischen Reich 1430–1912
Während das Bevölkerungsregister von 1479 keine Juden in Thessaloniki auswies und mehr als die Hälfte der Bewohner Christen waren, änderte sich dies als Sultan Bayezid II. es ab 1492 Opfern der Vertreibung der Juden aus Spanien ermöglichte, sich im Osmanischen Reich anzusiedeln. In der Folge kamen zahlreiche Sepharden, aber auch sogenannte Conversos, wie zum Christentum zwangsbekehrte Juden auf der iberischen Halbinsel genannt wurden, nach Thessaloniki. Auch jüdische Vertriebene aus anderen Gegenden Europas kamen und gründeten ihre je eigenen Synagogen. Bereits 1520 waren mehr als die Hälfte der Einwohner Juden. Sie lebten unter dem Schutz und den Einschränkungen des islamischen Rechtsgrundsatzes der Dhimma, der den jüdischen und christlichen Gemeinschaften Autonomie in der Regelung ihrer internen Angelegenheiten zugestand. Die Stadt entwickelte sich zum „Jerusalem des Balkans“ mit einer mehrheitlich jüdischen Bevölkerung und dem Samstag als allgemeinem Ruhetag. Auch wenn es in anderen Städten, etwa in Istanbul, Izmir, Aleppo und Bagdad, bedeutende jüdische Gemeinden gab, war Thessaloniki lange Zeit die einzige Stadt des Osmanischen Reichs in der Juden die Mehrheit stellten. Erst Anfang des 20. Jahrhunderts gab es auch in Jerusalem eine jüdische Bevölkerungsmehrheit. Noch um 1900 machte die jüdische Bevölkerung Thessalonikis etwa die Hälfte der Bevölkerung (80.000 von 173.000) aus. Jüdische Schulen, Bibliotheken und Zeitungen sorgten für ein reges kulturelles Leben.

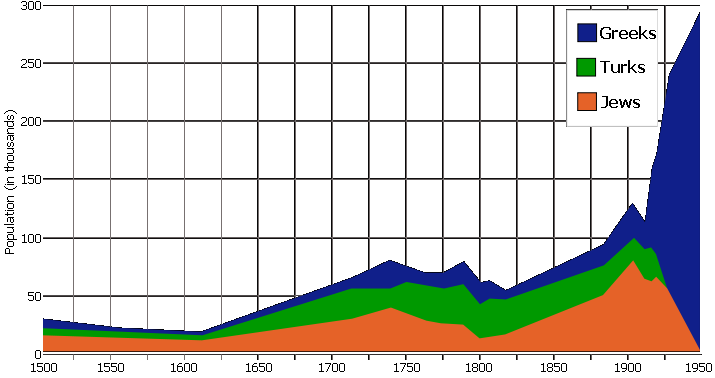
Bevölkerungsentwicklung: Juden, Türken und Griechen (1500–1950)

### Im modernen Griechenland
Im Ersten Balkankrieg wurde Thessaloniki im Oktober 1912 von Griechenland erobert und im Londoner Vertrag von 1913 verzichtete das Osmanische Reich u. a. auf Makedonien. Dieser Regimewechsel stieß bei den Juden in Thessaloniki auf wenig Gegenliebe, war er doch mit finanziellen Nachteilen verbunden: Das Osmanische Reich hatte Juden Privilegien gewährt und im Gegenzug Kredite gefordert, beides schien nun verloren. Griechenland behandelte alle Ethnien und Religionsgemeinschaften gleich, um Spekulationen zu einer möglichen Ausnahme entgegenzuwirken, erließ König Georg ein Dekret, nach dem (auch) die Juden Nordgriechenland zu gleichgestellten Staatsbürgern wurden. Selbst eigene Schulen stießen auf Missgunst seitens des Staates, der jüdischen Gemeinde wurde gestattet ein Gymnasium zu gründen. Durch den Großbrand von 1917 wurden zahlreiche Juden obdachlos und zu Wiederaufbauzwecken wurde viel Privatland enteignet, dessen Eigentümer mit entwertetem Geld entschädigt wurden. Der Großbrand hatte eine Emigrationswelle zur Folge, so verringerte sich die Bevölkerung, insbesondere durch Auswanderung in die USA, und im Fall der Juden zusätzlich durch Auswanderung nach Palästina. Die jüdische Bevölkerung hatte sich bis 1940 auf etwa 49.000 Einwohner verringert. Nach dem Türkisch-Griechischen Krieg kam es 1922 zur Zwangsumsiedlung von Griechen (und Armeniern) aus Kleinasien, die als Flüchtlinge hauptsächlich nach Athen und Thessaloniki gelangten, somit sank der prozentuale Anteil der Juden. Am 29. Juni 1931 kam es zu antisemitischen Ausschreitungen, von denen der Staat fürchtete sie könnten dem Ansehen schaden, insbesondere im Ausland versuchte man die Vorfälle herunterzuspielen und im Inland die Täter zu bestrafen.
1933 wurde Zvi Koretz zum Oberrabbiner von Thessaloniki gewählt. Diese Wahl hatte auch überregional Folgen. Koretz war mit Ioannis Metaxas befreundet, der drei Jahre später mit einem autoritären Regime Ministerpräsident wurde. Metaxas orientierte sich anfangs stark an Deutschland, weigerte sich jedoch, den deutschen Empfehlungen zu folgen und Rassegesetze einzuführen oder gar eine antisemitische Politik zu machen. Um auch konservative Juden zu umwerben, gab es in der EON, der Jugendorganisation seiner Partei, auch eine jüdische Abteilung. Antisemitismus in der Presse wurde durch Zensur bekämpft.

### Zweiter Weltkrieg

#### Sonderkommando Rosenberg
Unmittelbar nach dem deutschen Überfall auf Griechenland traf Anfang Mai 1941 ein der 12. Armee angegliedertes Sonderkommando des Einsatzstab Reichsleiter Rosenberg unter Leutnant Hermann von Ingram in Griechenland ein. In Thessaloniki führte eine Arbeitsgruppe unter Leitung des Studienrates Hans Arnold in Zusammenarbeit mit der Geheimen Feldpolizei über 50 Razzien durch. Dabei wurden die für spätere Deportationen notwendigen Einwohnerdaten gesammelt und historisch wertvolle Dokumente, Kulturgüter und liturgische Gegenstände geraubt, darunter ca. 100.000 Bücher aus den jüdischen Bibliotheken.

#### Vernichtung der jüdischen Gemeinde

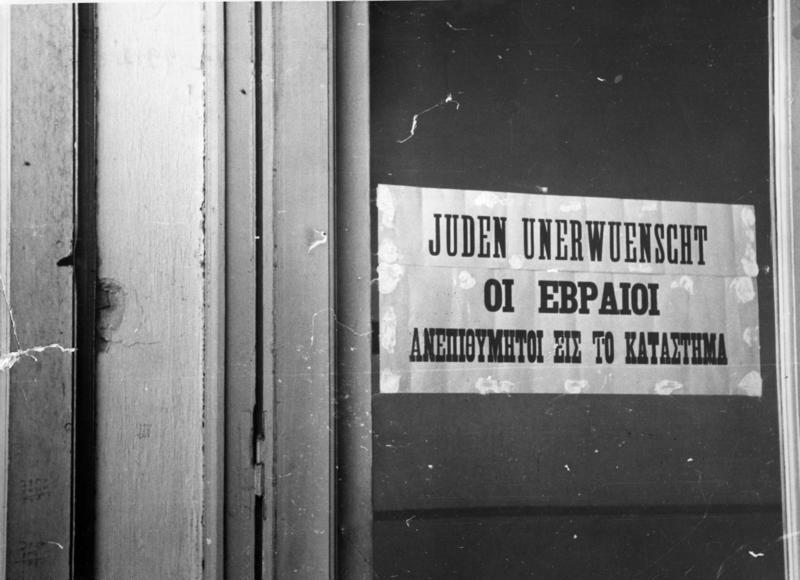
„Juden unerwuenscht“, Saloniki, 1941

Die jüdische Vorkriegsgemeinde der Stadt Saloniki zählte 53.000 Mitglieder.
Nur 1950 Menschen der jüdischen Bevölkerung Salonikis überlebten die dann schnell erfolgende Judenvernichtung durch die deutschen Besatzer.
Wenige Tage vor der Besetzung der Stadt am 9. April 1941 flohen einige Juden aus der Stadt. Nach einem Bericht des italienischen Konsuls seien etwa 1200 Menschen in die italienische Besatzungszone geflüchtet. Die deutschen Besatzer errichteten unter anderem in einem ehemaligen Kasernengelände das KZ Pavlos Melas.

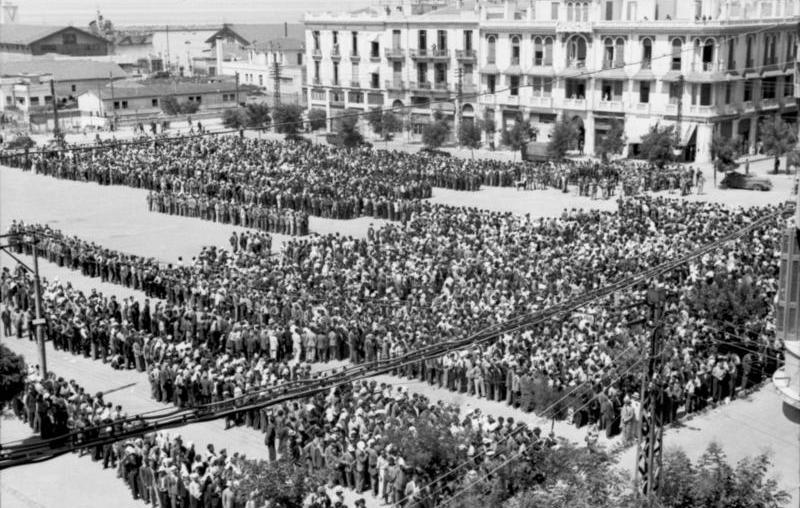
Erfassung jüdischer Männer zur Zwangsarbeit, Propagandaaufnahme der Wehrmacht (Juli 1942)

Im Herbst 1941 wurde bei einer Besprechung im Führerhauptquartier Wolfsschanze mit Adolf Hitler von Reichsführer SS Heinrich Himmler im Beisein von Reinhard Heydrich und den Wehrmachtsoffizieren Wilhelm Keitel, Alfred Jodl, Rudolf Schmundt und Gerhard Engel die Frage der jüdischen Bevölkerung von Thessaloniki aufgeworfen und Himmler erhielt die Vollmacht zur Deportation.
Auf Anordnung des Militärbefehlshabers Saloniki Ägäis, General Curt von Krenzki, mussten sich alle männlichen Juden im Alter von 18 bis 45 Jahren am 11. Juli 1942, einem Sabbath, auf dem Freiheitsplatz zur Musterung und Erfassung zur Zwangsarbeit versammeln. Die tauglichen Juden wurden in malariaverseuchte Sümpfe geschickt oder mussten Schwerarbeit in Chrombergwerken leisten. Eine Fluchtbewegung in die italienisch besetzte Zone Griechenlands setzte ein. Die Zwangsarbeitspflicht wurde im Oktober 1942 wieder aufgehoben. Kriegsverwaltungsrat Max Merten von der Militärverwaltung Saloniki-Ägäis hatte der jüdischen Gemeinde eine Vereinbarung abgepresst, die die Juden von Zwangsarbeit gegen Zahlung von 2,5 Mrd. Drachmen und Überlassung des wertvollen, 300.000 Quadratmeter großen Areals des jüdischen Friedhofs (auf den die Stadtverwaltung seit langem ein begehrliches Auge geworfen hatte) befreite. Auf dem Gelände des ehemaligen jüdischen Friedhofs wurde später der Campus der Aristoteles-Universität errichtet.
Vermutlich Ende 1942 oder Anfang 1943 fiel im Reichssicherheitshauptamt der Entschluss, die jüdische Bevölkerung in Thessaloniki zu deportieren. In der ersten Januarhälfte 1943 langte SS-Sturmbannführer Rolf Günther vom RSHA Referat IV B 4 ein, um Informationen für die beschlossene Deportation zu sammeln. Am 13. Januar 1943 übermittelte der Bevollmächtigte des Reichs, Günther Altenburg, nach Berlin, dass der italienische Bevollmächtigte Pellegrino Ghigi über die bevorstehende Ankunft Günthers und den Zweck seiner Reise informiert worden war. Günther befand sich noch in Thessaloniki, als Referatsleiter Adolf Eichmann Mitte Januar 1943 seinen Mitarbeiter SS-Hauptsturmführer Dieter Wisliceny nach Thessaloniki beorderte. Wisliceny zur Seite gestellt wurde SS-Hauptsturmführer Alois Brunner, Leiter der Zentralstelle für jüdische Auswanderung in Wien. Anfang Februar 1943 trafen Wisliceny und Brunner in Thessaloniki ein und richteten ihre neue Dienststelle das Sonderkommando der Sicherheitspolizei für Judenangelegenheiten in Saloniki Ägäis ein, die am 6. Februar 1943 ihre Arbeit aufnahm.
Lokale Kollaborateure dienten als Übersetzer bei den Verhören und bereicherten sich bei den Beschlagnahmungen des jüdischen Vermögens. Das Kommando legte Max Merten umfangreiche vorgefertigte Judenerlasse vor, die dieser für den Befehlshaber Saloniki Ägäis der Heeresgruppe E in Kraft setzte. Griechische Juden mussten fortan den Judenstern tragen, ihre Geschäfte und Wohnungen damit kennzeichnen und in Ghettos umsiedeln. Diese lagen im Baron-Hirsch-Viertel und in zwei weiteren Stadtteilen in der Nähe des Bahnhofs (in Kalamaria, Singrou et Vardar/Agia Paraskevi). Rabbi Koretz wurde als zentraler jüdischer Ansprechpartner bestimmt, ein jüdischer Ordnungsdienst unter Vital Aaron Chasson gebildet und innerhalb von weniger als drei Wochen wurden die nationalsozialistischen Maßnahmen der Ausgrenzung, Kennzeichnung und Ghettoisierung umgesetzt. Zweieinhalb Wochen später begannen die Deportationen. Oft wurden die Ghettobezirke vom jüdischen Ordnungsdienst und der Feldgendarmerie nachts für die Deportationen umzingelt. Die verlassenen Wohnungen wurden von deutschen Soldaten geplündert und zuletzt erschienen griechische Kollaborateure, Diebe und Bettler auf der Suche nach Wertgegenständen.
Am 1. März wurden alle jüdischen Familien aufgefordert ihr Vermögen zu deklarieren. Am 8. März errichtete die griechische Regierung die Dienststelle zur Verwaltung des Judenvermögens (YDIP) unter dem Juristen Elias Douros. Das Amt unterstand zunächst der deutschen Militärverwaltung und mit dem Vermögen der Juden wurde kurzer Prozess gemacht. 280 Mio. Drachmen flossen an die deutsche Militärverwaltung. Die leerstehenden jüdischen Wohnungen und verlassenen Geschäfte wurden treuhänderisch dem Generalgouverneur von Makedonien übergeben. Mit Hilfe von Spitzeln und systematischer Folter zwangen die Mitarbeiter Eichmanns die wehrlosen Juden Verstecke ihres Schmuckes und Goldes zu nennen. Allein an Gold wurden so nach vorsichtigen Schätzungen mindestens 12 Tonnen erbeutet.

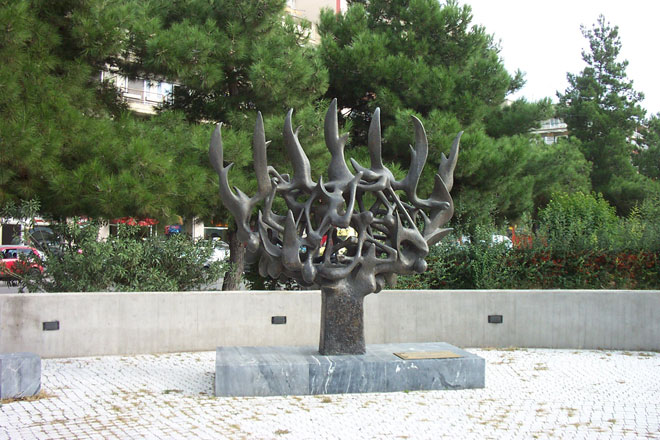
Das Holocaustmahnmal auf dem Freiheitsplatz im Stadtzentrum (April 2010)

Am 14. März 1943 wurde Rabbi Koretz darüber informiert, dass am nächsten Tag ein erster Zug nach Polen abfahre. Koretz wurde versichert, dass die Juden in der Gegend um Krakau in einer für sie bestimmten autonomen Region angesiedelt werden sollten. Am Morgen des 15. März ging der erste Transport mit etwa 2800 Deportierten ab, der nach fünf Tagen am 20. März in Auschwitz-Birkenau anlangte. Bei der anschließenden Selektion wurden knapp 2200 der aus Thessaloniki deportierten Juden in die Gaskammern geschickt. Bis zum 18. August 1943 trafen laut deutschen Aufzeichnungen 19 Güterzugtransporte mit 48.533 griechischen Juden im Konzentrationslager Auschwitz-Birkenau ein. Nach anderen Angaben gingen 18 Transporte nach Auschwitz-Birkenau und einer mit 880 Juden in das Vernichtungslager Treblinka.
Nur eine Minderheit der Deportierten wurde nach der Ankunft als Zwangsarbeiter für die umliegenden Fabriken „selektiert“ (insgesamt 11.200, davon 4200 Frauen und 7000 Männer) oder für Menschenversuche wie hunderte von Mädchen für Sterilisationsexperimente der SS-Ärzte ausgewählt. Alle anderen wurden direkt nach der Ankunft in den Gaskammern getötet und in den Krematorien verbrannt.
Ein weiterer Transport mit 441 Juden, davon 367 spanische Juden, die später an das frankistische Spanien ausgeliefert wurden, verließ Thessaloniki am 2. August 1943 mit Destination Bergen-Belsen. Neben den Juden mit spanischer Staatsbürgerschaft befanden sich in dem Transport nach Bergen-Belsen auch einige bedeutende griechische Juden, wie Rabbi Koretz. Weitere 322 Juden konnte das italienische Generalkonsulat in Thessaloniki unter der Leitung von Guelfo Zamboni evakuieren, davon 217 mit italienischer Staatsbürgerschaft, 92 mit provisorisch ausgestellten italienischen Pässen sowie 13 weitere Juden, die in familiären Verbindungen mit den ersten beiden Gruppen standen. Die deutschen Stellen waren dabei von der ihrer Meinung nach freizügigen Ausstellung der italienischen Pässe irritiert. Erst nach intensiven diplomatischen Verhandlungen zwischen Rom und Berlin gaben die deutschen Stellen nach. Am 19. Juli traf ein Sonderzug aus Thessaloniki mit einem Großteil der vom faschistischen Italien reklamierten Juden in der italienischen Besatzungszone in Athen ein.
Zur Erinnerung wurde ein Mahnmal auf dem Freiheitsplatz in Thessaloniki errichtet. Im Jüdischen Museum von Thessaloniki wird daran erinnert.
Des Weiteren klagte die Jüdische Gemeinde von Thessaloniki vor dem EuGH gegen die Bundesrepublik, um das Lösegeld zurückzuerhalten, welches Mitglieder der Gemeinde damals an die NS-Besatzer zahlten, um ihre Angehörigen auszulösen. Trotz der Zahlung, die Teil einer Vereinbarung mit den Besatzern war, wurden die Juden deportiert. Der EuGH und Deutschland lehnten diese Klage ab.
An der Vernichtung der griechischen Juden war die Deutsche Reichsbahn beteiligt, indem sie die Opfer von Thessaloniki aus in die Konzentrationslager deportierte. So wurden über 58.000 Juden aus Griechenland verschleppt. Gleichzeitig zwang die SS ihre Opfer dazu, Fahrkarten für ihre Verschleppung zu zahlen.
Gemeinsam mit der Initiative Zug der Erinnerung setzt sich die Jüdische Gemeinde Thessaloniki dafür ein, dass für das begangene Unrecht durch die Deutsche Bahn AG als Rechtsnachfolger der Deutschen Reichsbahn Entschädigungszahlungen an die Opfer und deren Nachkommen gezahlt werden.

## Gegenwart
Die Jüdische Gemeinde von Thessaloniki ist gegenwärtig die zweitgrößte jüdische Gemeinde in Griechenland (nach der Athener Gemeinde und vor der Gemeinde in Larissa) mit ca. 1500 Mitgliedern, die in allen Bereichen des Stadtlebens aktiv sind. Mehrere Mitglieder sitzen beratend im Stadtrat unter Bürgermeister Boutaris. Zur Gemeinde gehören eine Grundschule, ein Verlagshaus (Verleger einer weltweit bekannten Haggadah auf Hebräisch, Judaeo-Spanisch und Griechisch), ein Museum, ein Altersheim samt Gebetsraum, zwei Synagogen, ein neuer Friedhof, ein Maccabi Sport- und Fußballklub, ein Chor, eine Gemeindezeitung, eine Gesellschaft zur Pflege des Judaeo-Spanischen, und weitere Gruppen. Zurzeit (Stand 2016) wurde in der Aristoteles-Universität Thessaloniki nach langer Zeit wieder eine Fakultät für jüdische Studien begründet und ein Holocaust-Museum in der Stadt ist in Planung. Des Weiteren wird mit politischer Hilfe versucht die Gemeindearchive aus Moskau zurückzuerhalten.

## Rabbiner
- Schabbtai Zvi (1626–1676), auf ihn geht die kryptojüdische Religionsgemeinschaft der Dönme zurück
- Zvi Koretz (1884–1945), Großrabbiner in Saloniki 1933 bis 1945
- David Saltiel (* 1931), Präsident des Zentralrates der Juden in Griechenland

## Bedeutende Mitglieder der Gemeinde
- Schlomo Alkabez (1505–1576), Mystiker, Dichter und Verfasser der Sabbat-Hymne Lecha Dodi
- Moses ben Joseph di Trani (1505–1585), Talmudgelehrter
- Emmanuel Carasso (1862–1934), Rechtsanwalt und Politiker
- Dschawid Bey (1875–1926), Ökonom, Verleger und osmanischer Finanzminister
- Avraam Benaroya (1887–1979), Führer der Sozialistischen Arbeiterföderation und Mitbegründer der Kommunistischen Partei Griechenlands[48]
- Yusuf Salman (1888–1960), jüdischer Politiker in der Türkei
- Mardocheos Frizis (1893–1940), griechischer Kriegsheld stationiert in Thessaloniki[49]
- Daniel Carasso (1905–2009), französischer Unternehmer, sein Vater Isaac Carasso (1874–1939) war Gründer des Unternehmens Danone
- Estrongo Nachama (1918–2000), Oberkantor der Jüdischen Gemeinde Berlin
- Jacko Razon (1921–1997), Boxer und Überlebender des KZ Auschwitz
- Salamo Arouch (1923–2009), Boxer und Überlebender des KZ Auschwitz
- Shlomo Venezia (1923–2012), Überlebender des Sonderkommandos KZ Auschwitz-Birkenau